# Aglaophenia dannevigi
Aglaophenia dannevigi is een hydroïdpoliep uit de familie Aglaopheniidae. De poliep komt uit het geslacht Aglaophenia. Aglaophenia dannevigi werd in 1914 voor het eerst wetenschappelijk beschreven door Bale. 